# شب دوازدهم (فیلم ۱۹۸۶)
«شب دوازدهم» (انگلیسی: Twelfth Night (1986 film)) یک فیلم است که در سال ۱۹۸۶ منتشر شد.